# Кавказька рулетка
«Кавказька рулетка» — кінофільм режисера Федора Попова, що вийшов на екрани в 2002.

## Зміст
Анна була снайпером в загоні чеченських бойовиків і тепер намагається разом з сином повернутися до Росії. З нею в поїзді їде Марія, яка повинна змусити її повернутися. За це сина самої Марії звільнять з полону. У обох сильні материнські почуття, а значить за майбутнє своїх дітей вони будуть боротися до кінця.

## Ролі
| Актор               | Роль |
| ------------------- | ---- |
| Ніна Усатова        | -    |
| Тетяна Черкасова    | -    |
| Анатолій Горячев    | -    |
| Сергій Гармаш       | -    |
| Тетяна Дружиніна    | -    |
| Казбек Азаді        | -    |
| Піля Асхаков        | -    |
| Володимир Анікін    | -    |
| Олександр Боровиков | -    |

## Знімальна група
- Режисер — Федір Попов
- Сценарист — Алла Криницина, Віктор Мережко
- Продюсер — Олександр Котелевський, Федір Попов
- Композитор — Андрій Головін